# トム・ペンダーガスト
トム・ペンダーガスト（英語: Tom Pendergast、1873年7月22日 - 1945年1月26日）は、アメリカ合衆国カンザスシティの実業家、フィクサー。1925年から1939年頃までミズーリ州カンザスシティとジャクソン郡を支配した政治的なボスだった。
市会議員として短期間しか選出されなかったが、ジャクソン郡民主党の議長としての立場で、家族や友人の大きなネットワークを利用して政治家の選出を支援し（場合によっては不正投票によるものと言われている）、政府の契約の仕事や縁故採用の仕事を分配することができた。ペンタ―ガストはその過程で裕福になったが、ギャンブル、特に競馬への依存が後に多額の個人負債を生んだ。1939年、彼はそれらの負債に関連する所得税脱税で有罪判決を受け、連邦刑務所で15か月服役した。
ペンダーガストの組織はハリー・S・トルーマンの政治キャリアのスタートに貢献し、その事実からトルーマンの敵はトルーマンを「ペンダーガスト出身の上院議員」と呼んだ。

## 人物
ミズーリ州セントジョセフ出身。親しい友人からは「トム」あるいは「TJ」とも呼ばれるトーマス・ジョセフ・ペンダーガストは、ミズーリ州セントジョセフで生まれた。カトリック教徒として育てられ、兄弟姉妹は9人いた。1880年の国勢調査では家族の名前がペンダーゲストと誤って記載されている。兄には同じく民主党に所属してカンザスシティの市会議員を務め、カンザスシティ初の政治ボスと呼ばれたジェームズ・ペンダーガストがいる。
ペンダーガストは、カンザス州セントメアリーズにあるイエズス会が運営する9歳から18歳までの男子を対象とした寄宿学校であるセントメアリーズ大学に通っていたとされているが、セントルイスのイエズス会のアーカイブに保存されている学校の記録は、この主張を否定している。（セントメアリーズ大学は、シスターズ・オブ・チャリティが運営するカンザス州レブンワースの同名の女子校とは何ら関係がない）。彼がセントメアリーズ大学のフットボール奨学金を獲得したとされることもあるが、これも真実ではない。当時はスポーツ奨学金は授与されておらず、校内試合も行われていなかった。
1890年代、若きトム・ペンダーガストは兄で「ジム」と呼ばれたジェームズ・ペンダーガストが経営するウェスト・ボトムズの居酒屋で働いていた。ウェスト・ボトムズは当時、ミズーリ川を見下ろす断崖の「底」に位置する移民地区で、川の上にはカンザスシティより裕福な地区が広がっていた。カンザスシティ市議会の議員でもあったジムは、市の政治手法や政治システムの多様性および有権者の集団をコントロールすることの戦略的利点についてトムに指導した。ジムは1910年に政治から引退し、トムを後継者に指名し、翌年に亡くなった。兄の死後、トム・ペンダーガストは市議会議員を務め、1916年に辞任してジャクソン郡民主党の派閥統合に注力した。1925年に新しい市憲章が可決され、より小規模な議会によって選出された市長の監督下に市が置かれると、ペンダーガストは容易に市政を掌握した。
ペンダーガストは1911年1月にキャロライン・スナイダーと結婚し、5650番地に在るウォード・パークウェイの自宅で2人の娘と1人の息子を育てた。
彼はコロンブス騎士団のメンバーであり、クリステロ戦争でカトリック教徒やその他の人々が迫害されていたとき、彼のつながりを利用してトルーマンに連絡を取った。

## ジャクソン郡民主党クラブ会長
ペンダーガストは、メインストリートの1908番地にある簡素な2階建ての黄色いレンガ造りの建物の中から市を統治した。ペンダーガスト自身の赤い走り書きで書かれたメッセージは、あらゆる恩恵を得るために使われた。ペンダーガストは間違いなく腐敗しており、その在任中は選挙日に銃撃戦や暴行が頻繁に発生した。一部のペンダーガストの弁護者は、彼の遺産を好意的に評価する傾向があり、カンザスシティ・ジャズの黄金時代（現在は18番街とヴァイン通りにあるアメリカジャズ博物館で記念されている）とカンザスシティ・ビルディングの黄金時代を生み出したと主張している。ペンダーガストは「庶民的な雰囲気」を重要視して演出しようとし、医療費の支払いを手伝ったり、「仕事」を提供したり、貧しい人々のために有名な感謝祭やクリスマスのディナーを主催したりして注目を集めた。一方で多くの場合、詐欺や脅迫が原因で、カンザスシティの投票率はペンダーガストの時代には100%に近かった。
禁酒法が施行中に、ペンダーガストの組織と買収された警察は、アルコールとギャンブルを容認した。さらに、政治的友人を権力の座に留めておくために、多くの選挙が不正に操作された。その結果として、レディーミクストコンクリートのようなペンダーガストの会社は政府の契約を獲得した。4,000万ドルの債券プログラムの下、市は大恐慌中に多くの公共施設を建設した。これらのプロジェクトの中には、カンザスシティのダウンタウンにあるジャクソン郡裁判所や、カントリークラブプラザ近くのブラッシュクリークのコンクリート「舗装」があった（ブラッシュクリークのコンクリートの下にペンダーガストの反対者の遺体が埋葬されているという地元の都市伝説は、1980年代に再開発プロジェクトのためにコンクリートが撤去されたときに消えた）。彼はまた、パワーアンドライトビル、フィデリティ銀行アンドトラストビル、市立講堂、都心部の高校の建設などのプロジェクトにも関わっていた。
ペンダーガストは、ジャクソン郡全域で多くの仲間を権威ある地位に就けることができたほか、州全体の役職に就く民主党候補者の決定にも強い影響力を発揮した。例えば、1932年、前候補のフランシス・ウィルソンが選挙の2週間前に亡くなったとき、ガイ・ブラスフィールド・パークをミズーリ州知事の民主党候補に選んだ。ペンダーガストはまた、ネブラスカ州オマハやカンザス州ウィチタなど、家族がレディーミクストコンクリート会社の支店を設立した近隣の都市にも支配を広げた。これらの都市のパッキングプラント産業、地方政治、偽の建設契約、ジャズ界には、ペンダーガストの影響が色濃く残っていた。

## 没落とその後
ペンダーガストの没落は、ミズーリ州知事ロイド C. スタークとの不和に関係している。ペンダーガストは、1936年にスターク（農業財産の相続人で、ゴールデン デリシャス リンゴ の開発者）を知事に推薦していた。ペンダーガストは選挙中に国外にいたが、スタークの当選により、彼の支持者たちは普段よりもさらに露骨で腐敗していた。ジャクソン郡でマフィア関連の銃撃事件や選挙暴力が続く中、財務長官ヘンリー・モーゲンソーは、腐敗と組織犯罪の取り締まりの一環として、マフィアのボスチャールズ カロロとペンダーガストを追及した。ペンダーガストはルーズベルトや他の有力民主党員に票を届けてきた経歴があるにもかかわらず、モーゲンソーは部下たちに「結果がどうなろうとも、それに任せる」よう指示した。捜査が迫る中、スタークはペンダーガストに敵対し、連邦捜査とペンダーガストの管理下からの連邦資金の引き上げを促した。1939年、ペンダーガスト傘下の8つの企業の財務長官エドワード・L・シュナイダーが自殺した。
ペンダーガストの失脚のもうひとつの要因は、自身の健康状態の悪化だった。1936年にフィラデルフィアで民主党全国大会に出席した直後、ペンダーガストは病気になり、後に結腸がんと診断された。彼はその後生涯にわたって健康状態が悪かった。1939年、ペンダーガストはギャンブルの借金を返済するために受け取った賄賂に対する税金を支払わなかったとして起訴された。近くのレブンワース連邦刑務所で15か月服役した後、亡くなるまで、5650番地に在るウォード・パークウェイの自宅で静かに暮らした。ペンダーガストは1945年1月26日、当時ミズーリ州カンザスシティにあったメノラ医療センターで亡くなった。彼はカンザスシティのカルバリー墓地に埋葬された。
ペンダーガストの本社はカンザスシティのメイン通り1908番地にあり、カンザスシティ歴史登録財に登録されている。
やがてカンザスシティ・ジャズが花開き、カウント・ベイシーを世に送り出し、チャーリー・パーカーを生んだ。
また、ペンダーガストはハリー・S・トルーマンを支え、後に第33代大統領になる道筋を作った。
一方で、カンザスシティにはギャング（後にカンザスシティ一家と呼ばれることとなる）がはびこり、治安が悪化した。現代においても、カンザスシティの治安はあまり良くない。
シカゴのアル・カポネ、カンザスシティのペンダーガストと呼ばれた。